# Vellozia lilacina
Vellozia lilacina är en enhjärtbladig växtart som beskrevs av Lyman Bradford Smith och Edward Solomon Ayensu. Vellozia lilacina ingår i släktet Vellozia och familjen Velloziaceae. Inga underarter finns listade.